# Dasyrhicnoessa vockerothi
Dasyrhicnoessa vockerothi är en tvåvingeart som beskrevs av Hardy och Mercedes Delfinado 1980. Dasyrhicnoessa vockerothi ingår i släktet Dasyrhicnoessa och familjen Canacidae. Inga underarter finns listade i Catalogue of Life.